# Талабські острови
Талабські острови (рос. Талабские острова) або Залітські острови (рос. Залитские острова) — група островів у південно-східній частині Псковського озера, в 25 км на північний захід від Пскова.
До групи входять три острови:
- острів Верхній або острів імені Бєлова площею 0,85 км²,
- острів Талабськ або острів імені Заліта площею 0,62 км²,
- острів Талабенець (Талабець) площею 0,07 км².

Загальна площа становить 1,54 км².
Острови відомі своїми чернечими поселеннями.

## Назви
За радянських часів однойменні островам населені пункти були перейменовані: Талабськ — в Острів імені Заліта або острів Заліт (Заліта), а Верхній — в Острів імені Бєлова (острів Бєлов) — на честь перших червоних комісарів (учитель Ян Заліт та його сподвижник Іван С. Бєлов), які намагалися встановити радянську владу на островах і були вбиті загоном білогвардійців Булак-Балаховича. Якщо населені пункти офіційно й фактично називаються на честь комісарів, то за островами й у краєзнавчій літературі, і в офіційних документах, і серед жителів поширені як споконвічні назви двох основних островів (Верхній і Талабськ), так і однойменні населеним пунктам імена. Військово-топографічні та картографічні джерела віддають перевагу споконвічним назвами островів.

## Населення
У 2000 році на Талабських островах проживало 326 жителів, у 2007 році — близько 350 жителів, у 2010 році — 202 жителі, у 2012 році — 193 жителі, у 2013 році — 179 жителів. Адміністративно острови відносяться до Псковського району й складають міжселенну територію Залітських островів. Населення зосереджене в двох селах: Острів імені Заліта й Острів імені Бєлова.

## Галерея

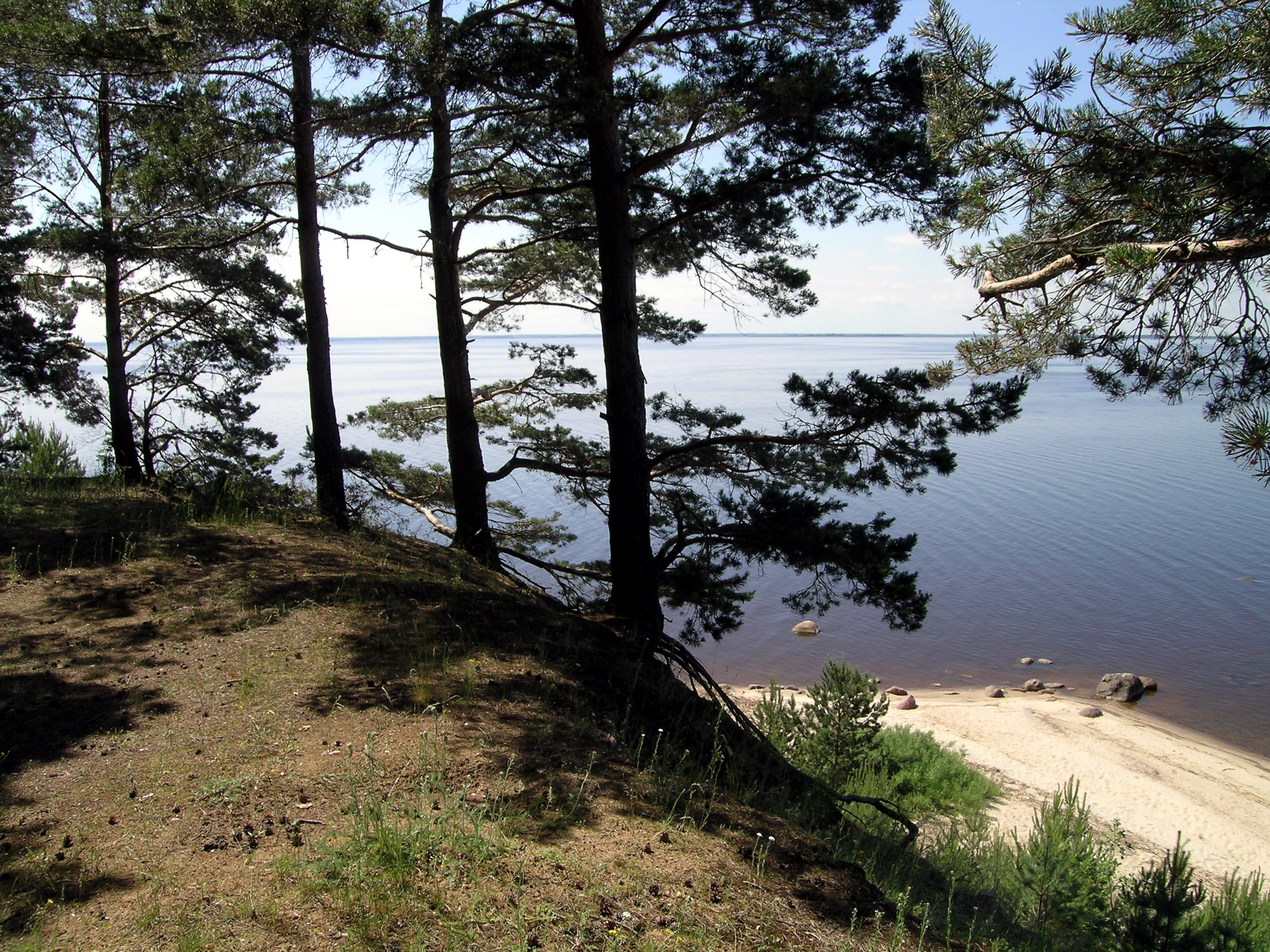
Сосновий ліс на острові Верхнім
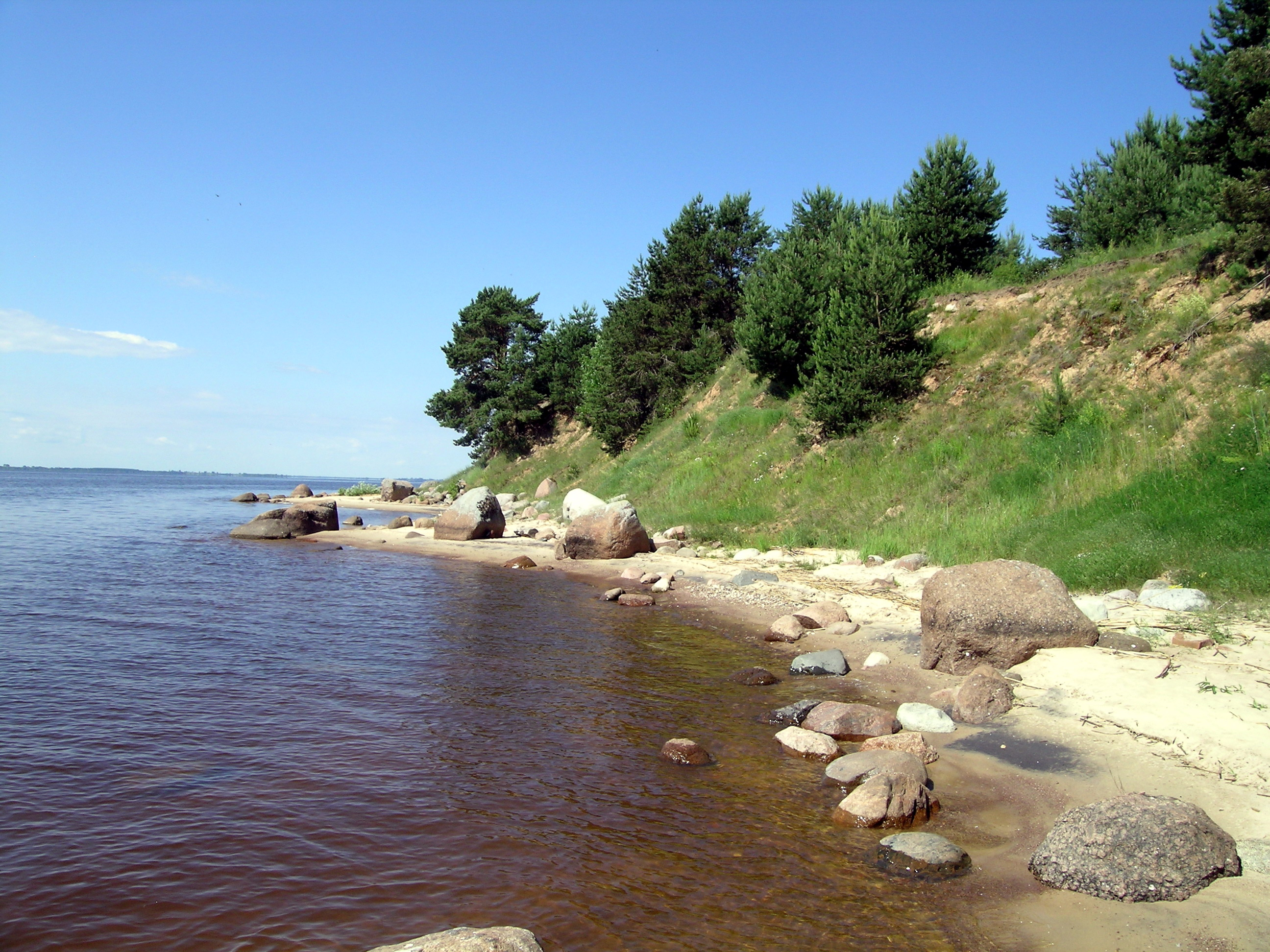
Південне узбережжя острова Верхнього
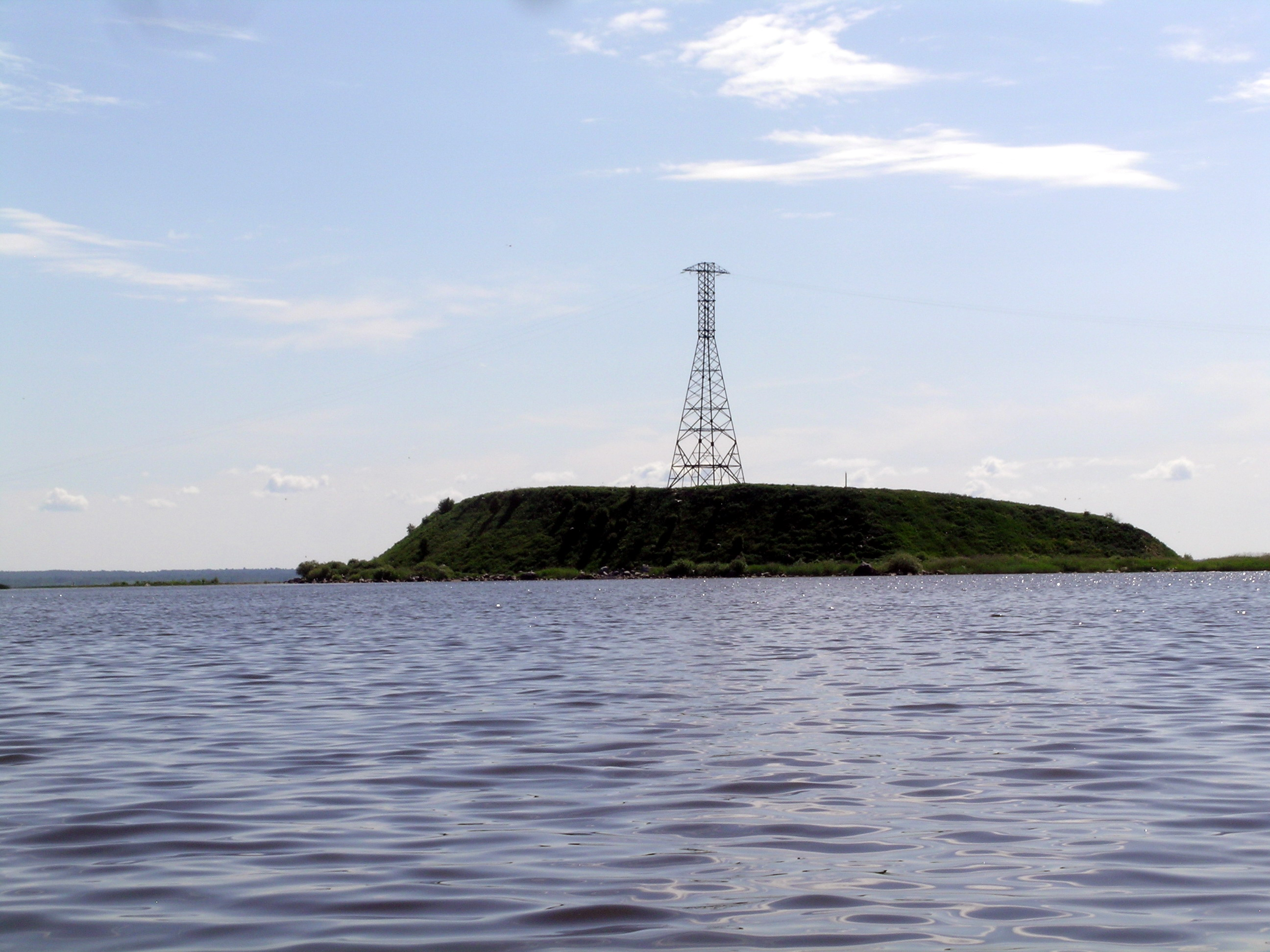
Острів Талабенець